# Jason Kravits

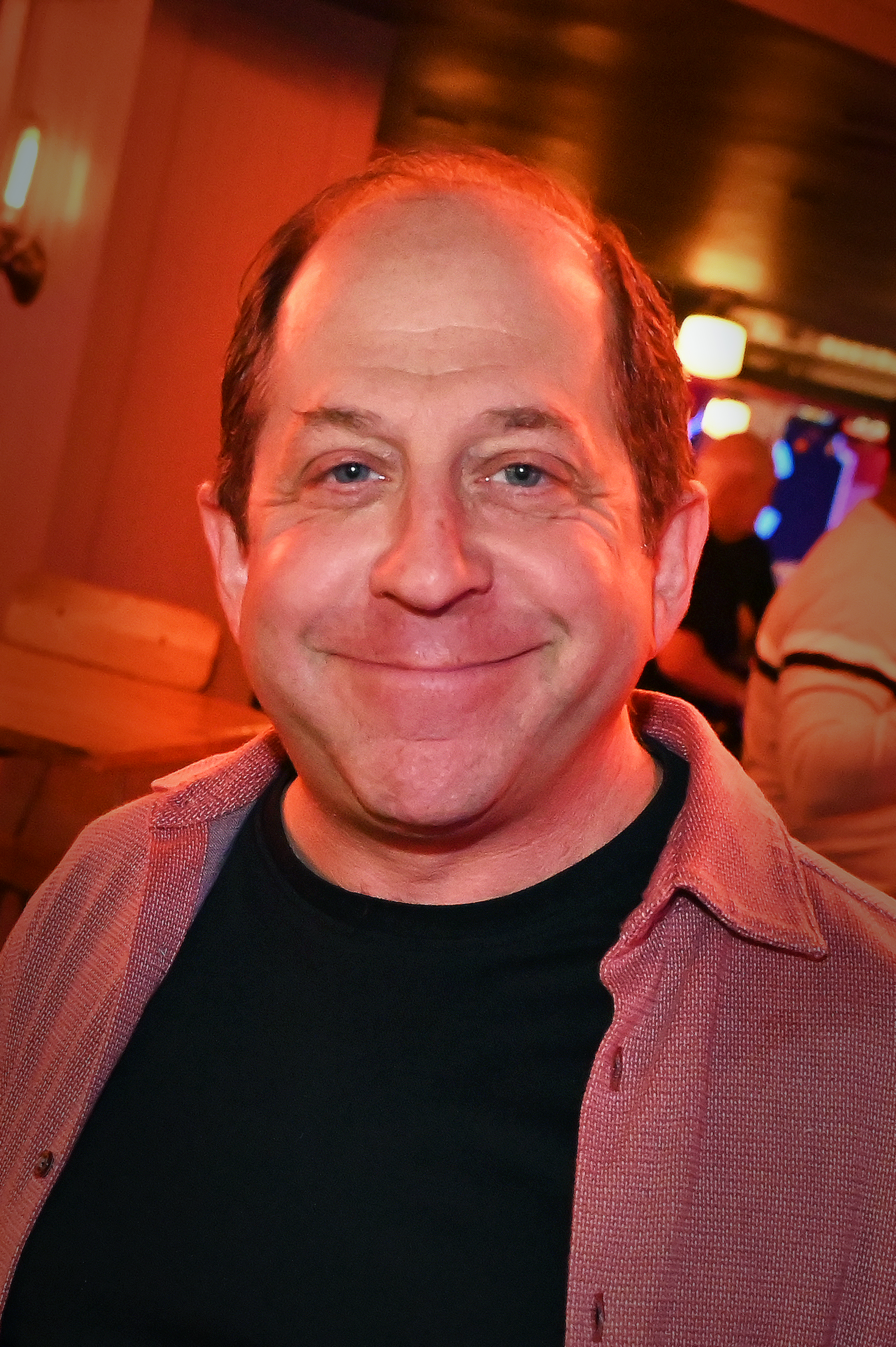
Jason Kravits, 2024

Jason Kravits (* 28. Mai 1967 in Rockville, Maryland) ist ein US-amerikanischer Schauspieler.

## Leben
Jason Kravits besuchte die Colonel Zadok A. Aagruder High School. Er ist ein begeisterter Broadway-Schauspieler.
Am bekanntesten ist Kravits durch die Rolle des Richard Bay in der Fernsehserie Practice – Die Anwälte. Er hatte längere Gastauftritte in Harry’s Law, Royal Pains und Gravity. Weitere Gastauftritte hatte er in Grey’s Anatomy, 30 Rock, Friends, CSI: Den Tätern auf der Spur, Law & Order, Law & Order: Special Victims Unit, Gilmore Girls und Good Wife.
Er war in den Filmen Sweet November, Die Frauen von Stepford und Beziehungsweise New York zu sehen.

## Filmografie (Auswahl)
- 1982–1983: Powerhouse (Fernsehserie, 16 Folgen)
- 1999–2001: Practice – Die Anwälte (The Practice, Fernsehserie, 31 Folgen)
- 2001: Sweet November
- 2001: Strong Medicine: Zwei Ärztinnen wie Feuer und Eis (Strong Medicine, Fernsehserie, Folge 2x15)
- 2002: Ed – Der Bowling-Anwalt (Ed, Fernsehserie, Folge 2x15)
- 2002: Gilmore Girls (Fernsehserie, Folge 3x05)
- 2004/2020: Law & Order: Special Victims Unit (Fernsehserie, zwei Folgen)
- 2004: CSI: Vegas (CSI: Crime Scene Investigation, Fernsehserie, Folge 4x19)
- 2004: Friends (Fernsehserie, zwei Folgen)
- 2004: Die Frauen von Stepford (The Stepford Wives)
- 2007: Criminal Intent – Verbrechen im Visier (Law & Order: Criminal Intent, Fernsehserie, Folge 7x03)
- 2008: 30 Rock (Fernsehserie, Folge 3x05)
- 2009: Grey’s Anatomy (Fernsehserie, Folge 5x12)
- 2009–2010: Royal Pains (Fernsehserie, drei Folgen)
- 2010: Law & Order (Fernsehserie, Folge 20x12)
- 2010: Gravity (Fernsehserie, drei Folgen)
- 2011: Der Plan (The Adjustment Bureau)
- 2012: Good Wife (The Good Wife, Fernsehserie, Folge 3x20)
- 2012: Harry’s Law (Fernsehserie, zwei Folgen)
- 2013: Dallas (Fernsehserie, zwei Folgen)
- 2013: Smash (Fernsehserie, drei Folgen)
- 2013: Raising Hope (Fernsehserie, Folge 3x21)
- 2013: Beziehungsweise New York (Casse-tête chinois)
- 2013–2014: The Michael J. Fox Show (Fernsehserie, sieben Folgen)
- 2014: Lullaby
- 2014: The Blacklist (Fernsehserie, eine Folge)
- 2015: Madam Secretary (Fernsehserie, zwei Folgen)
- 2015–2016: Unbreakable Kimmy Schmidt (Fernsehserie, vier Folgen)
- 2016: My Dead Boyfriend
- 2017: Laura Gets a Cat
- 2017: Young Sheldon (Fernsehserie, eine Folge)
- 2019: The Big Bang Theory (Fernsehserie, eine Folge)
- 2020: Die Goldbergs (The Goldbergs, Fernsehserie, eine Folge)
- 2021: Either Side of Midnight
- 2022: Lyle – Mein Freund, das Krokodil (Lyle, Lyle, Crocodile)
- 2024: On Swift Horses
- 2025: Schneewittchen (Snow White, Stimme)